# Жуково (Галичский район)
Жуково — деревня в Ореховском сельском поселении Галичского района Костромской области России.

## География
Расположена на берегу речки Недёровки.

## История
Согласно Спискам населенных мест Российской империи в 1872 году деревня располагалась на тракте Галич — Буй и относилась к 1 стану Галичского уезда Костромской губернии. В ней числилось 8 дворов, проживали 31 мужчин и 54 женщины.
Согласно переписи населения 1897 года в деревне Большое Жуково проживало 89 человек (41 мужчина и 48 женщин).
Согласно Списку населенных мест Костромской губернии в 1907 году деревня Большое Жуково относилась к Котельской волости Галичского уезда Костромской губернии. По сведениям волостного правления за 1907 год в ней числилось 20 крестьянских дворов и 128 жителей. Основными занятиями жителей деревни, помимо земледелия, был плотницкий промысел и извоз.
До муниципальной реформы 2010 года деревня также входила в состав Ореховского сельского поселения.

## Население
| 2008 | 2010 | 2012 | 2014 |
| ---- | ---- | ---- | ---- |
| 3    | ↘0   | ↗3   | →3   |